# 訃報 1995年4月
訃報 1995年4月（ふほう 1995ねん4がつ）では、1995年（平成7年）4月中に物故した、又は物故が報じられた人物についてまとめる。

## （1日 - 15日）

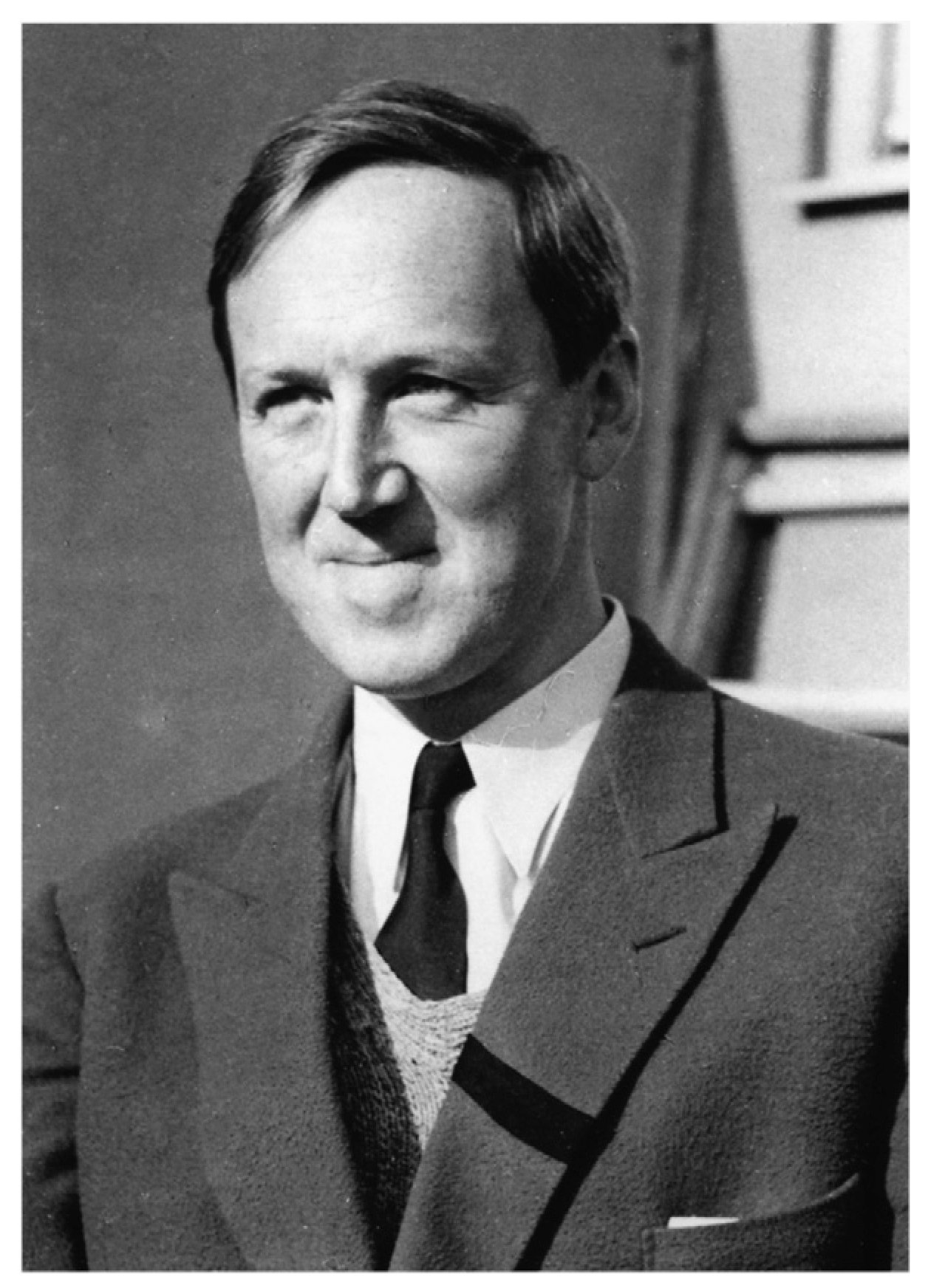
ハンス・アルヴェーン / 4月2日没

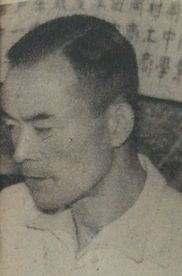
山下実 / 4月4日没

- 4月2日 - ハンス・アルヴェーン、物理学者（* 1908年）
- 4月4日 - 山下実、元プロ野球選手（* 1907年）
- 4月4日 - 鶴田錦史、薩摩琵琶演奏家（* 1911年）
- 4月5日 - 松本祐子、元北海道テレビ放送アナウンサー[1]
- 4月9日 - 多賀谷真稔、政治家、第56代衆議院副議長（* 1920年）
- 4月11日 - 寄山弘、俳優（* 1909年）
- 4月12日 - 牟宗三、新儒家（* 1909年）

## （16日 - 30日）

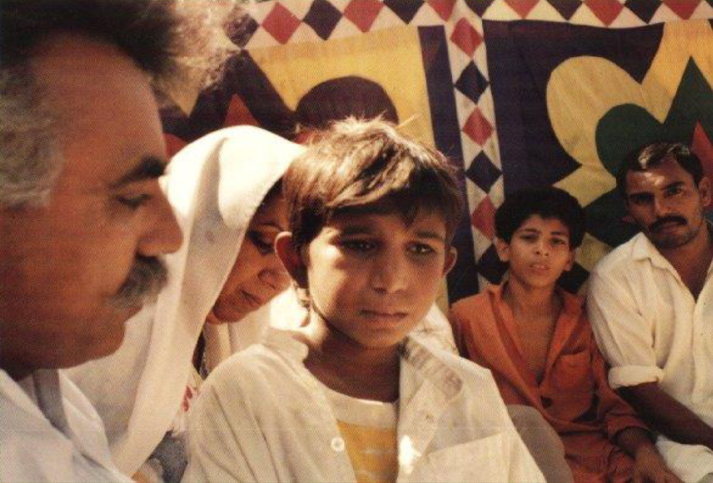
イクバル・マシー（中央） / 4月16日没

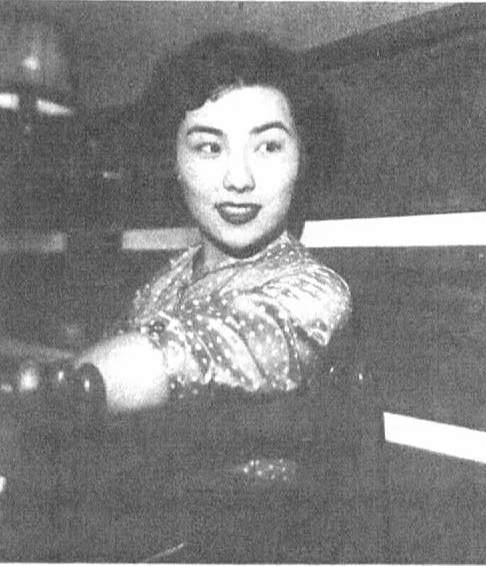
生田恵子 / 4月18日没

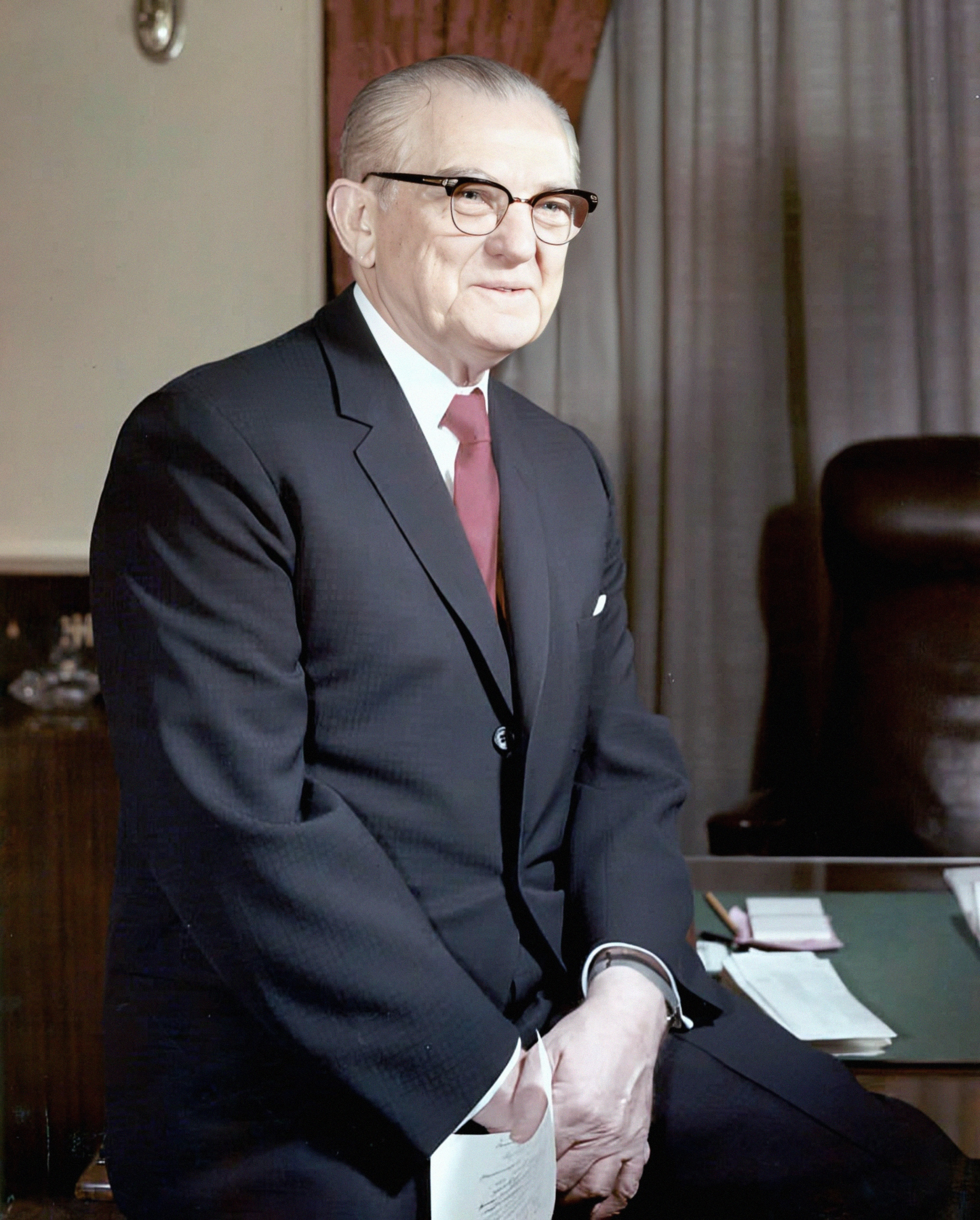
ジョン・C・ステニス / 4月23日没

- 4月16日 - イクバル・マシー、パキスタンの人権活動家（* 1982年）[2]
- 4月18日 - 生田恵子、歌手（* 1928年）
- 4月19日 - 堀口綾子、タレント（* 1973年）
- 4月20日 - ミロヴァン・ジラス、ユーゴスラビアの政治家・理論家（* 1911年）
- 4月21日 - 樽井清一、元プロ野球選手（* 1929年）
- 4月23日 - ジョン・C・ステニス、アメリカ合衆国の政治家（* 1901年）
- 4月23日 - クリーンヘッド・ギムラ、ミュージシャン（東京スカパラダイスオーケストラ）（* 1962年）
- 4月24日 - 芦原英幸、空手家（* 1944年）
- 4月29日 - 光岡良二、歌人（* 1911年）
- 4月29日 - セルゲイ・アントーノフ、小説家（* 1915年）